# Lisa Teige
Lisa Teige (19 de enero de 1998) es una actriz y bailarina noruega. Es conocida por su papel de Eva en la serie de televisión Skam (2015–17). En 2018, hizo de Amalie en la película noruega Battle.

## Filmografía

### Películas
| Año  | Título               | Papel          | Nota         |
| ---- | -------------------- | -------------- | ------------ |
| 2016 | Forestillingen       | Sara Danielsen | Cortometraje |
| 2018 | Battle               | Amalie         | Noruega      |
| 2022 | Battle 2: Free Style | Amalie         | Noruega      |

### Televisión
| Año     | Título                    | Papel          | Nota             |
| ------- | ------------------------- | -------------- | ---------------- |
| 2015–17 | Skam                      | Eva Kviig Mohn | Noruega          |
| 2018    | Håbet a.k.a. Finding Home |                | Miniserie danesa |